# Trichoncus hyperboreus
Trichoncus hyperboreus là một loài nhện trong họ Linyphiidae.
Loài này thuộc chi Trichoncus. Trichoncus hyperboreus được Kirill Yuryevich Eskov miêu tả năm 1992.